# 王春法
王春法（1963年11月—），男，山东乳山人，中華人民共和國政治人物，中国共产党党员，曾任中国国家博物馆馆长。

## 生平
王春法1981年考入兰州大学历史学系。本科毕业后，他在兰州大学经济学系继续读书，1988年获经济学硕士学位。1988年6月加入中国共产党，1988年6月参加工作。先后在中国地质大学、中国社会科学院从事教学及学术研究。参加工作后，王春法于1998年获中国社会科学院研究生院经济学博士。曾在美国乔治·华盛顿大学当访问学者。历任中国社会科学院政策研究室学术秘书（副局级），全国人大常委会办公厅研究室国际室主任，中国科协调研宣传部副部长（主持工作）、部长、机关党委书记。2011年5月，出任中国科协常委、书记处书记、党组成员。其间，2016年2月至6月任中央第七巡视组副组长。2017年12月，出任中国国家博物馆馆长（副部长级），直到2024年4月离职。
2018年1月，当选第十三届全国政协委员。2021年1月22日，第八届欧美同学会（中国留学人员联谊会）第一次全国会员代表大会召开，大会选举其担任第八届理事会副会长。

## 社会兼职
曾任国家中长期科学和技术发展规划纲要起草组成员、战略研究专家，中国文字著作权协会副会长，中国科学学与科技政策研究会副理事长，《科学学研究》、《中国科技论坛》、《科学学与科技管理》等杂志编委。

## 贡献
王春法长期从事科技政策尤其是技术创新理论和政策研究，多次参与中央重要文件的研究起草，多篇调研报告曾获党和国家领导人批示。发表学术论文100多篇，主持翻译了《决策科学化译丛》、《科学文化译丛》等学术著作。

## 著作
- 《技术创新政策：理论基础与工具选择》
- 《国家创新体系与东亚经济增长前景》
- 《科技全球化与中国科技发展的战略选择》[1]